# کرومه
کرومه (به لاتین: Krumë) یک شهر در آلبانی است که در Krumë واقع شده‌است.